# Christopher Bell
Christopher Bell (Norman, 16 december 1994) is een Amerikaans autocoureur die sinds 2020 actief is in de NASCAR Cup Series. Hij is een talent uit het Toyota Racing Development-programma en is drievoudig winnaar van de Chili Bowl Nationals. Hij rijdt sinds het 2021 seizoen voor Joe Gibbs Racing.

## Vroege carrière
Christopher Bell begon met dirt-racen in Micro Sprint Cars op I-44 Speedway) in zijn geboorteplaats Norman, Oklahoma. Zijn talent viel op in hogere raceklassen en hij werkte zich via onder andere  Keith Kunz Motorsports in de USAC racing serie en het CH Motorsports' sprint car racing programma. In 2014 werd hij opgepikt door Kyle Busch Motorsports wat een onderdeel is van het Toyota Racing Development programma. Hij won voor dit team een groot aantal races in hun Super Late Models programma.

## NASCAR Trucks en Xfinity
Christopher Bell begon in 2016 met fulltime racen in de NASCAR Truck Series voor Kyle Busch Motorsports. Eerder had hij al een aantal races gereden voor het team in de Trucks waaronder de Eldora Mudsummer Classics die hij onverwacht wist te winnen. In 2016 won hij echter maar 1 race op Gateway. Het jaar daarop ging het een stuk beter en won hij knap 5 races waaronder de race op Homestead-Miami Speedway wat hem de 2017 NASCAR Camping World Truck Series titel opleverde. Hij werd in 2018 doorgeschoven naar het Xfinity programma van Joe Gibbs Racing in de nummer 20 auto en won in zijn rookie seizoen 7 races, wat het meeste ooit is van een rookie in de NASCAR Xfinity Series.
In het 2019 seizoen verbeterde hij dit aantal tot 8 races. Hij werd echter twee keer verslagen door Tyler Reddick die in beide jaren kampioen werd van de Xfinity Series.

## Chili Bowl Nationals
de Chili Bowl Nationals is het kroonjuweel onder de Dirt Racing wedstrijden. Onder andere Kyle Larson en Christopher Bell, beide coureurs in de NASCAR Cup Series die een Dirt Racing verleden hebben, beschouwen het als een soort einddoel van het Dirt Racen. In 2017 won Bell zijn eerste Chili Bowl Nationals. Daarop volgden zijn overwinningen in 2018 en 2019 wat hem nu op de 3e plek zet van recordkampioenen van de Chili Bowl Nationals achter Kevin Swindel (4 overwinningen) en Sammy Swindel (5 overwinningen)

## Leavine Family Racing (2020)
Christopher Bell tekende in 2020 een driejarig contract met Joe Gibbs Racing waarvan hij de eerste twee jaar in de auto met nummer 95 van Leavine Family Racing zou rijden, wat het B-Team van Joe Gibbs Racing was. Hij zou in het derde jaar eventueel in een auto van Joe Gibbs Racing rijden. Echter moest teameigenaar Bob Leavine participatie van het nr. 95 team na het rookieseizoen van Bell in 2020 stopzetten, vanwege de economische impact van de coronapandemie. Hierdoor werd aan Joe Gibbs Racing verplicht de keuze te maken om te kiezen tussen twee coureurs die in de nummer 20 auto konden rijden; Christopher Bell of Erik Jones. Jones had sinds het seizoen van 2018 in deze auto gereden en was net als Bell een veelbelovend talent in de NASCAR Cup Series. Beiden hadden vroeger in de opleiding van Toyota Racing Developement geracet wat gekoppeld is aan de Toyota teams in de NASCAR Cup Series waar Joe Gibbs Racing en Leavine Family Racing ondervielen. Echter had Erik Jones nog maar een contract tot het einde van het seizoen van 2020 waardoor Joe Gibbs Racing besloot om vanaf het seizoen in 2021 Bell in de auto met nummer 20 te laten rijden en Erik Jones zijn eigen weg te laten gaan.
In de nr. 95 auto behaalde hij in 2020 7 top 10 finishes en t top 5's met een beste prestering van 3e tijdens de Autotrader EchoPark Automotive 500 op Texas Motor Speedway. Hij onderpresteerde volgens velen onder zijn niveau. Er werd verwacht dat hij vaker voorop zou rijden en misschien een race zou winnen wat beide niet gebeurde. Hij ervaarde echter erg vaak technische problemen, klapbanden en crashes waardoor zijn finishes vaak tegenvielen. Hij eindigde uiteindelijk 20e in het klassement.

## Joe Gibbs Racing (2021)
Bell nam in het 2021 seizoen de nr. 20 auto van Joe Gibbs Racing over na zijn tegenvallende rookie seizoen in 2020. Hij begon het jaar met een controversieel momemt in de Daytona 500 waarin hij in de 14e ronde samen met zijn teamgenoot Kyle Busch een crash veroorzaakte waarbij 16 van de 40 auto's beschadigd raakten. Bell kwam hier goed vanaf en eindigde als 16e. De week hierop herpakte hij zich echter door in de een na laatste ronde Joey Logano in te halen en zijn eerste overwinning in de Nascar Cup Series te behalen. Hij was hierdoor bijna zeker om zich te plaatsen voor de Playoffs door de "Win and you're in" regel. Zijn seizoen verliep verder goed met na de 12e race van het seizoen op Darlington 5 top 10's en 2 top 5's.

#### Cup Series
| NASCAR Cup Series resultaten | NASCAR Cup Series resultaten | NASCAR Cup Series resultaten | NASCAR Cup Series resultaten | NASCAR Cup Series resultaten | NASCAR Cup Series resultaten | NASCAR Cup Series resultaten | NASCAR Cup Series resultaten | NASCAR Cup Series resultaten | NASCAR Cup Series resultaten | NASCAR Cup Series resultaten | NASCAR Cup Series resultaten | NASCAR Cup Series resultaten | NASCAR Cup Series resultaten | NASCAR Cup Series resultaten | NASCAR Cup Series resultaten | NASCAR Cup Series resultaten | NASCAR Cup Series resultaten | NASCAR Cup Series resultaten | NASCAR Cup Series resultaten | NASCAR Cup Series resultaten | NASCAR Cup Series resultaten | NASCAR Cup Series resultaten | NASCAR Cup Series resultaten | NASCAR Cup Series resultaten | NASCAR Cup Series resultaten | NASCAR Cup Series resultaten | NASCAR Cup Series resultaten | NASCAR Cup Series resultaten | NASCAR Cup Series resultaten | NASCAR Cup Series resultaten | NASCAR Cup Series resultaten | NASCAR Cup Series resultaten | NASCAR Cup Series resultaten | NASCAR Cup Series resultaten | NASCAR Cup Series resultaten | NASCAR Cup Series resultaten | NASCAR Cup Series resultaten | NASCAR Cup Series resultaten | NASCAR Cup Series resultaten | NASCAR Cup Series resultaten | NASCAR Cup Series resultaten | NASCAR Cup Series resultaten |
| Jaar                         | Team                         | Nr.                          | Automerk                     | 1                            | 2                            | 3                            | 4                            | 5                            | 6                            | 7                            | 8                            | 9                            | 10                           | 11                           | 12                           | 13                           | 14                           | 15                           | 16                           | 17                           | 18                           | 19                           | 20                           | 21                           | 22                           | 23                           | 24                           | 25                           | 26                           | 27                           | 28                           | 29                           | 30                           | 31                           | 32                           | 33                           | 34                           | 35                           | 36                           | Pos.                         | Pts                          | Ref                          |
| ---------------------------- | ---------------------------- | ---------------------------- | ---------------------------- | ---------------------------- | ---------------------------- | ---------------------------- | ---------------------------- | ---------------------------- | ---------------------------- | ---------------------------- | ---------------------------- | ---------------------------- | ---------------------------- | ---------------------------- | ---------------------------- | ---------------------------- | ---------------------------- | ---------------------------- | ---------------------------- | ---------------------------- | ---------------------------- | ---------------------------- | ---------------------------- | ---------------------------- | ---------------------------- | ---------------------------- | ---------------------------- | ---------------------------- | ---------------------------- | ---------------------------- | ---------------------------- | ---------------------------- | ---------------------------- | ---------------------------- | ---------------------------- | ---------------------------- | ---------------------------- | ---------------------------- | ---------------------------- | ---------------------------- | ---------------------------- | ---------------------------- |
| 2020                         | Leavine Family Racing        | 95                           | Toyota                       | DAY 21                       | LVS 33                       | CAL 38                       | PHO 24                       | DAR 24                       | DAR 11                       | CLT 9                        | CLT 21                       | BRI 9                        | ATL 18                       | MAR 28                       | HOM 8                        | TAL 29                       | POC 4                        | POC 39                       | IND 12                       | KEN 7                        | TEX 21                       | KAN 23                       | NHA 28                       | MCH 13                       | MCH 17                       | DRC 21                       | DOV 22                       | DOV 27                       | DAY 13                       | DAR 34                       | RCH 15                       | BRI 28                       | LVS 24                       | TAL 39                       | ROV 24                       | KAN 10                       | TEX 3                        | MAR 15                       | PHO 17                       | 20th                         | 678                          | [ 18 ]                       |
| 2021                         | Joe Gibbs Racing             | 20                           | Toyota                       | DAY 16                       | DRC 1                        | HOM 20                       | LVS 7                        | PHO 9                        | ATL 21                       | BRD 34                       | MAR 7                        | RCH 4                        | TAL 17                       | KAN 28                       | DAR 14                       | DOV 21                       | COA 38                       | CLT 24                       | SON 24                       | NSH 9                        | POC 17                       | POC 32                       | ROA 2                        | ATL 8                        | NHA 2                        | GLN 7                        | IRC 36                       | MCH 13                       | DAY 32                       | DAR 20                       | RCH 3                        | BRI 29                       | LVS 24                       | TAL 5                        | ROV 8                        | TEX 3                        | KAN 8                        | MAR 17                       | PHO 9                        | 12th                         | 2279                         | [ 19 ]                       |
| 2022                         | Joe Gibbs Racing             | 20                           | Toyota                       | DAY 34                       | CAL 36                       | LVS 10                       | PHO 26                       | ATL 23                       | COA 3                        | RCH 6                        | MAR 20                       | BRD 7                        | TAL 22                       | DOV 4                        | DAR 6                        | KAN 5                        | CLT 5                        | GTW 9                        | SON 27                       | NSH 8                        | ROA 18                       | ATL 19                       | NHA 1                        | POC 6                        | IRC 12                       | MCH 26                       | RCH 2                        | GLN 8                        | DAY 36                       | DAR 5                        | KAN 3                        | BRI 4                        | TEX 34                       | TAL 17                       | ROV 1                        | LVS 34                       | HOM 11                       | MAR 1                        | PHO 10                       | 3rd                          | 5027                         | [ 20 ]                       |
| 2023                         | Joe Gibbs Racing             | 20                           | Toyota                       | DAY 3                        | CAL 32                       | LVS 5                        | PHO 6                        | ATL 3                        | COA 31                       | RCH 4                        | BRD 1*                       | MAR 16                       | TAL 8                        | DOV 6                        | KAN 36                       | DAR 14                       | CLT 24                       | GTW 11                       | SON 9                        | NSH 7                        | CSC 18*                      | ATL 23                       | NHA 29                       | POC 6                        | RCH 20                       | MCH 13                       | IRC 9                        | GLN 3                        | DAY 16                       | DAR 23                       | KAN 8                        | BRI 3*                       | TEX 4                        | TAL 14                       | ROV 15                       | LVS 2                        | HOM 1                        | MAR 7                        | PHO 36                       | 4th                          | 5001                         | [ 21 ]                       |
| 2024                         | Joe Gibbs Racing             | 20                           | Toyota                       | DAY 3                        | ATL 34                       | LVS 33                       | PHO 1                        | BRI 10                       | COA 2                        | RCH 6                        | MAR 35                       | TEX 17                       | TAL 38                       | DOV 34                       | KAN 6                        | DAR 13                       | CLT 1*                       | GTW 7*                       | SON 9                        | IOW 4                        | NHA 1*                       | NSH 36*                      | CSC 37                       | POC 12                       | IND 4                        | RCH 6                        | MCH 35                       | DAY 3                        | DAR 3                        | ATL 4                        | GLN 14                       | BRI 5                        | KAN 7*                       | TAL 6                        | ROV 2                        | LVS 2*                       | HOM 4                        | MAR                          | PHO                          | -*                           | -*                           | [ 22 ]                       |

##### Daytona 500
| Jaar | Team                  | Automerk | Start | Finish |
| ---- | --------------------- | -------- | ----- | ------ |
| 2020 | Leavine Family Racing | Toyota   | 17    | 21     |
| 2021 | Joe Gibbs Racing      | Toyota   | 5     | 16     |
| 2022 | Joe Gibbs Racing      | Toyota   | 12    | 34     |
| 2023 | Joe Gibbs Racing      | Toyota   | 5     | 3      |
| 2024 | Joe Gibbs Racing      | Toyota   | 4     | 3      |

Coureurs:
 Anthony Alfredo - Aric Almirola - Christopher Bell - Josh Bilicki - Ryan Blaney - Alex Bowman - Chase Briscoe - Chris Buescher - Kurt Busch - Kyle Busch - William Byron - Ross Chastain - Derrike Cope - Cole Custer - James Davison - Matt DiBenedetto - Austin Dillon - Chase Elliott - Justin Haley - Denny Hamlin - Kevin Harvick - Quin Houff - Erik Jones - Brad Keselowski - Corey LaJoie - Kyle Larson - Joey Logano - Michael McDowell - B. J. McLeod - Ryan Newman - Tyler Reddick - Garrett Smithley - Ricky Stenhouse jr. - Daniel Suárez - Martin Truex jr. - Bubba Wallace - Cody Ware - J.J. Yeley

Teams:
 23XI Racing - Chip Ganassi Racing - Front Row Motorsports - Hendrick Motorsports - Joe Gibbs Racing - JTG Daugherty Racing - Live Fast Motorsports - Petty Ware Racing - Richard Childress Racing - Richard Petty Motorsports - Rick Ware Racing - Roush Fenway Racing - Spire Motorsports - StarCom Racing - Stewart Haas Racing - Team Penske - Trackhouse Racing Team - Wood Brothers Racing